# HD13412
HD13412 — хімічно пекулярна зоря спектрального класу A4, що має видиму зоряну величину в смузі V приблизно  8,0.
Вона  розташована на відстані близько 402,2 світлових років від Сонця.